# Johan Theorin
Johan Theorin (Gotemburgo, 1963) es un periodista y escritor sueco. 

## Biografía
Theorin ha visitado regularmente la isla de Öland, en el mar Báltico. La familia de su madre (mayormente pescadores, marineros y granjeros) vivió allí por centurias, incorporando así el legado de historias extrañas y folklore reflejado en su obra. 

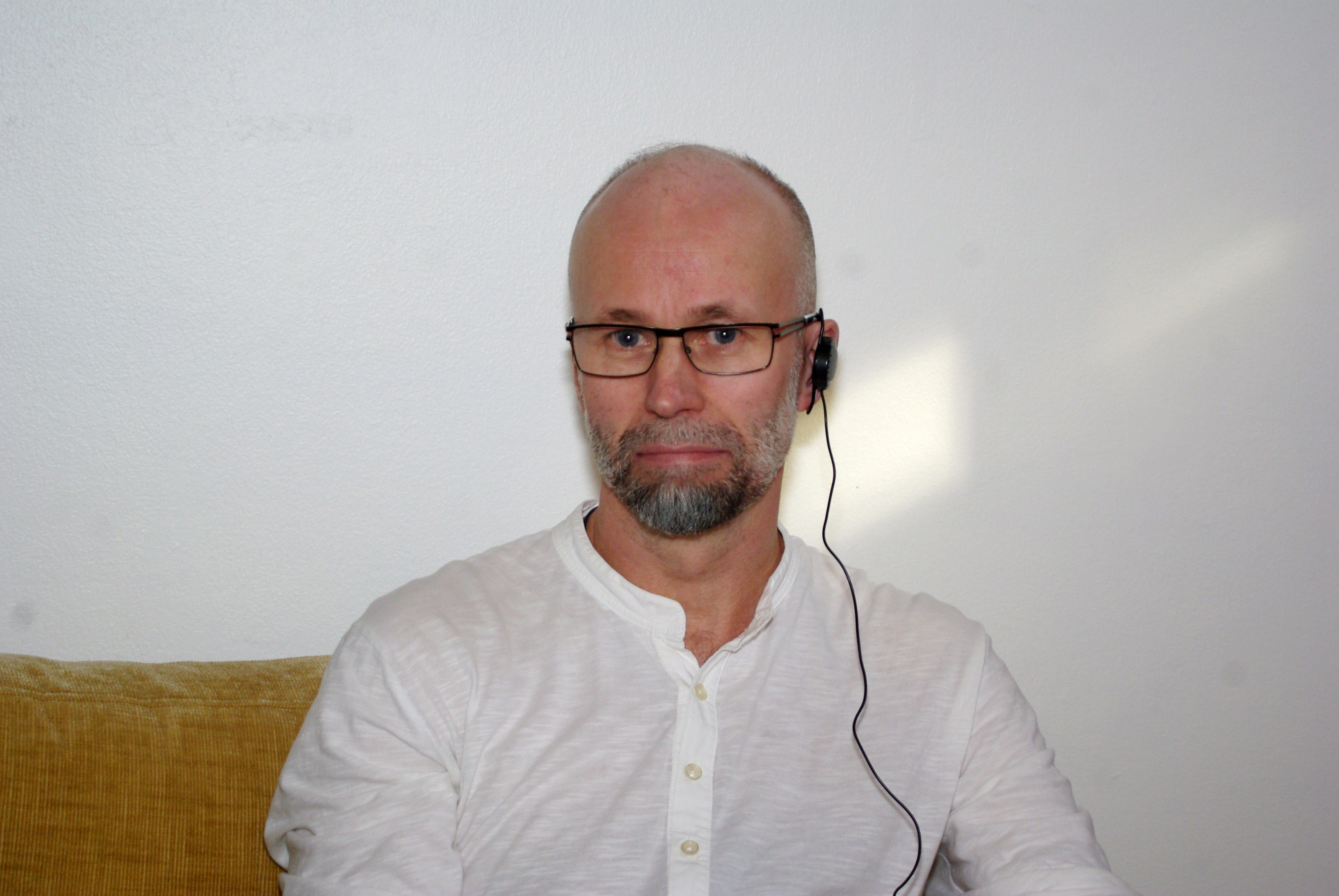
Theorin en la FILSA 2015

Debutó como novelista con la publicación, en 2007, de La hora de las sombras, que ese mismo año ganó el premio a la Mejor Ópera Prima de Misterio que eligen los autores y críticos de la Academia Sueca de Escritores de Crimen. Le siguió La tormenta de nieve, galardonada la mejor novela de crimen sueca en el 2008, además de obtener los premios Llave de Vidrio en 2009 y el Duncan Lawrie International Dagger al año siguiente. La marca de sangre (2010) es la tercera novela de una saga de cuatro libros donde todas las historias tienen lugar en la isla de Öland y la cuarta, El último verano en la isla  (2013). 

## Obra
- Tetralogía de la isla Öland 
  - 2007, Skumtimmen,  La hora de las sombras, trad.: Carlos del Valle; Mondadori, 2010.
  - 2008, Nattfåk,  La tormenta de nieve, trad.: Carlos del Valle; Plaza & Janés, 2011.
  - 2010, Blodläge,  La marca de sangre, trad.: Carlos del Valle; Mondadori 2011.
  - 2013, Rörgast,  El último verano, trad.: Carlos del Valle; Literatura Random House, 2014.
- 2011, Sankta Psyko, El guardián de niños, trad.: Carlos del Valle; Mondadori, 2012.

## Premios y reconocimientos
- 2007, Mejor Primera Novela por Skumtimmen (Academia Sueca de Escritores de Crimen).
- 2008, Mejor novela de crimen por Nattfåk (Academia Sueca de Escritores de Crimen).
- 2009, Premio Llave de Vidrio por Nattfåk.
- 2010, Premio Duncan Lawrie International Dagger por Nattfåk.